# Eleutherodactylus paralius
Eleutherodactylus paralius es una especie de rana de la familia Eleutherodactylidae.

## Distribución geográfica
Es endémica del sudeste de La Española (República Dominicana).

## Estado de conservación
Se encuentra amenazada por la pérdida de su hábitat natural. 